# Mila Kühnel

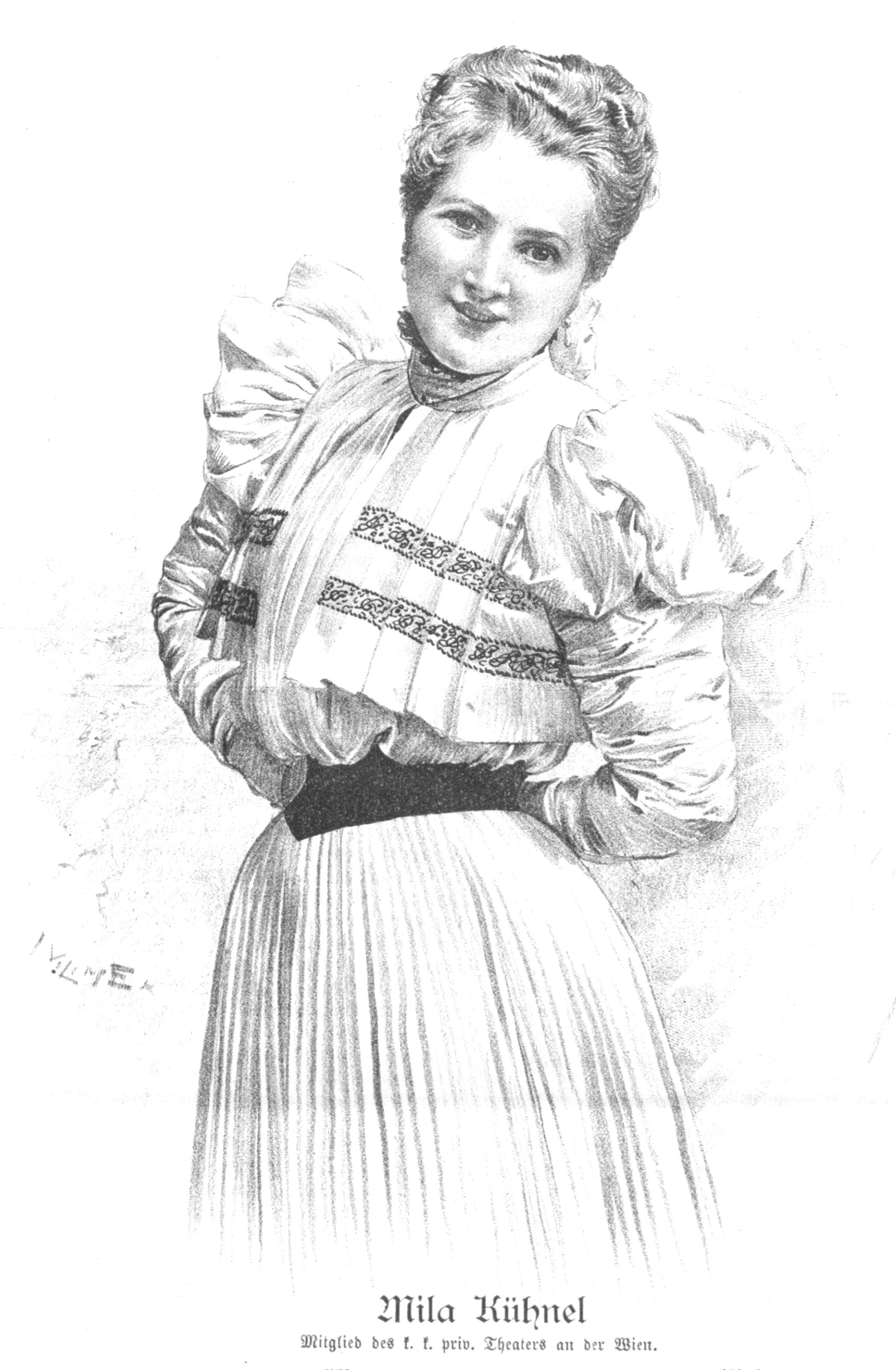
Mila Kühnel, 1898, österreichische Theaterschauspielerin und Sängerin

Mila Kühnel (vor 1893 in Wien – nach 1899) war eine österreichische Theaterschauspielerin und Sängerin (Sopran).

## Leben
Kühnel begann ihre theatralische Laufbahn 1893 in Reichenberg, kam 1895 nach Baden bei Wien, 1897 nach Meran, 1898 nach Pressburg, 1899 ans Theater an der Wien und von dort ans Brünner Stadttheater. Später war sie in Hamburg engagiert, dann am Stadttheater Nürnberg, ab 1913 wieder am Stadttheater Hamburg.
Als Schauspielerin sehr verwendbar, erfreute sie durch natürlich Darstellung, Witz und Humor, aber auch durch tiefes innerliches Empfinden, als Sängerin besaß sie eine starke, hohe, klangvolle Sopranstimme von guter Schulung und sympathischen Vortrag. Aus ihrem Repertoire seien besonders hervorgehoben: „Saffi“, „Fürstin“ in Lustiger Krieg; „Girosle“, „Laura“ in Bettelstudent; „Jeanette“ in Schmetterling; „Boccaccio“, in „Wladimir“ etc. Von ihren Leistungen als Opernsoubrette ist die „Baronin“ in Der Wildschütz, „Die erste Dame“ in der Zauberflöte zu erwähnen.